# Koshikibu no Naishi
Koshikibu no Naishi (小式部内侍; 999 – 1025) è stata una poeta giapponese waka e cortigiana del medio periodo Heian.
Una delle sue poesie è stata inclusa nell'Ogura Hyakunin Isshu. È stata inserita tra le Nyōbō Sanjūrokkasen (女房三十六歌仙) come una delle migliori poetesse del Giappone medievale.

## Biografia
Era la figlia di Izumi Shikibu e Tachibana no Michisada (橘道貞), il governatore di Mutsu.
A partire dal 1009 circa, si unì a sua madre nel servire l'imperatrice Shōshi. È stata soprannominata Koshikibu (letteralmente piccola Shikibu) per essere distinta da sua madre Shikibu.
Proprio come sua madre, era conosciuta come una poetessa. Frequentò molti uomini nobili come Fujiwara no Norimichi, Fujiwara no Sadayori e Fujiwara no Norinaga. Ha dato alla luce un bambino con Norimichi (Joen) e ha avuto una figlia con Norinaga. Nel 1025, quando diede alla luce un figlio di Fujiwara no Kinnari, morì all'età di 26 anni.
La poesia composta da sua madre, Izumi Shikibu, alla sua morte è un noto capolavoro di elegia.

## Poesia
Quattro delle sue poesie furono incluse in antologie imperiali come il Goshūi Wakashū e il Kin'yō Wakashū.

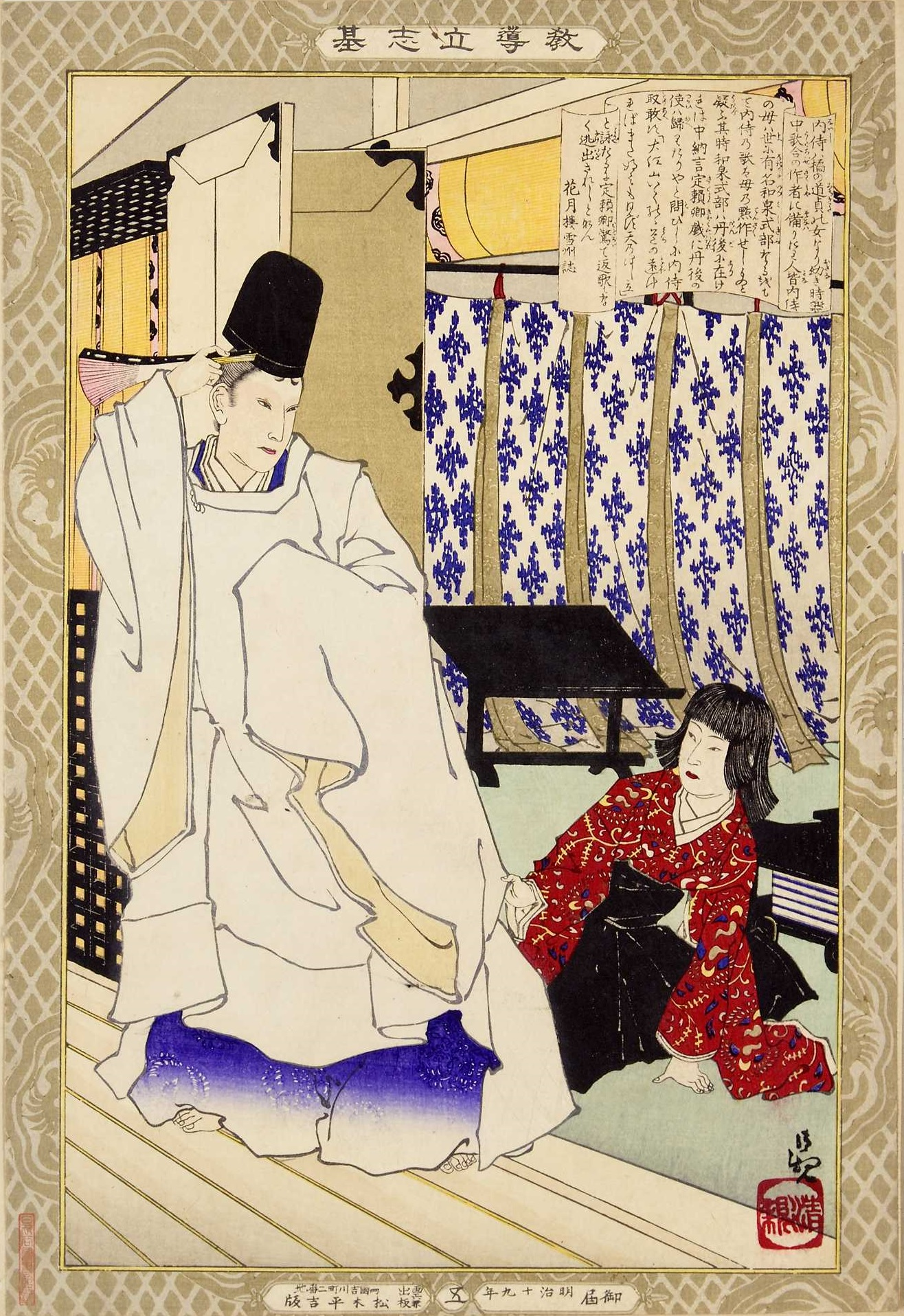
Koshikibu no Naishi dipinto da Kobayashi Kiyochika

### Ōe-yama
La seguente poesia è stata inclusa nell'Ogura Hyakunin Isshu di Fujiwara no Teika:
(Ogura Hyakunin Isshu N°40)
La stessa poesia è inserita nel Kin'yō Wakashū, ma l'ordine delle parole ('fumi mo mada mizu' invece di 'mada fumi mo mizu') è diverso da quella inserita nello Hyakunin Isshu.

## Nella letteratura successiva
Numerosi aneddoti su di lei furono incorporati in successivi trattati di poesia (歌論書, karonsho) e raccolte di setsuwa.
Fu anche scritto un otogizōshi, Koshikibu.